# Tipula (Eumicrotipula) mocoa
Tipula (Eumicrotipula) mocoa is een tweevleugelige uit de familie langpootmuggen (Tipulidae). De soort komt voor in het Neotropisch gebied.